# II. třída okresu Mělník
II. třída okresu Mělník (Okresní přebor II. třídy) patří společně s ostatními druhými třídami mezi osmé nejvyšší fotbalové soutěže v Česku. Je řízena Okresním fotbalovým svazem Mělník. Hraje se každý rok od léta do jara se zimní přestávkou. Účastní se ji 14 týmů z okresu Mělník, každý s každým hraje jednou na domácím hřišti a jednou na hřišti soupeře. Celkem se tedy hraje 26 kol. Vítězem se stává tým s nejvyšším počtem bodů v tabulce a postupuje do I.B třídy Středočeského kraje - skupiny A. Poslední dva týmy sestupují do III. třídy okresu Mělník. Do II. třídy vždy postupuje vítězný tým z každé ze dvou skupin III. třídy (skupiny A a B).

## Vítězové
| Ročník    | Vítězný tým                 |
| --------- | --------------------------- |
| 2003/2004 | Vitana Byšice               |
| 2004/2005 | FK Vysoká                   |
| 2005/2006 | TJ Sokol Záryby             |
| 2006/2007 | SK Mšeno                    |
| 2007/2008 | TJ Sokol Tišice             |
| 2008/2009 | AFK Veltrusy                |
| 2009/2010 | FC Mělník                   |
| 2010/2011 | SK Labský Kostelec          |
| 2011/2012 | TJ Dynamo Nelahozeves       |
| 2012/2013 | FK Kralupy 1901             |
| 2013/2014 | TJ Sokol Záryby             |
| 2014/2015 | FK Neratovice-Byškovice „B“ |
| 2015/2016 | TJ Sokol Tišice             |
| 2016/2017 | SK Vojkovice                |
| 2017/2018 | FK Vysoká                   |
| 2018/2019 |                             |